# Liste der Orte im Landkreis Freudenstadt
Die Liste der Orte im Landkreis Freudenstadt listet die geographisch getrennten Orte (Ortsteile, Stadtteile, Dörfer, Weiler – badisch Zinken –, Höfe, Wohnplätze) im Landkreis Freudenstadt auf.

## Systematische Liste
Alphabet der Städte und Gemeinden mit den zugehörigen Orten.
| - Alpirsbach mit den Stadtteilen Alpirsbach, Ehlenbogen, Peterzell, Reinerzau, Reutin und Römlinsdorf. - Zu Alpirsbach Kloster und Markt Alpirsbach, der Stadtteil Rötenbach, die Höfe Eckhof und Nollenberg und die Wohnplätze Adelsberg, Daiskeller, Dieboldsberg, Ehnisbach, Krähenbad (Sanatorium), Lochmühle und Scheurenbühl. - Zu Ehlenbogen der Weiler Dörfle, die Höfe Adler, Bachbauernhof, „Grezenbühlhof, Erholungsheim“, Hänslesbauernhof, Jockelesbauernhof, Juntlenshof, Metzgerbauernhof, Mittlere Mühle, Mühlebauernhof, Obere Mühle, Schwabenhof, Untere Mühle und Vogtsmichelhof und die Wohnplätze Bären, Erlenbach, Haugenloch, Mühelhöhe, Reichenbächleshardt, Schwenkenhardt und Schwenkenhof. - Zu Peterzell das Dorf Peterzell, der Weiler Breitenwies, die Höfe Heidelbeermühle, Hönweiler, Jörglesmühle, Lochmühle und Täle und die Wohnplätze Gräben, Hummelberg und Zelleracker. - Zu Reinerzau das Dorf Reinerzau, die Weiler Berneck, Oberes Dörfle, Rötenbächle und Unteres Dörfle, der Ort Kurhaus (Sanatorium), die Höfe Altenbauer, Altvogtsbauer, Daisbauer, Hanselesbauer, Hansenbauer, Hinterer Bühlbauer, Johannesbauer, Jungbauer, Knechtsbauer, Michelsbauer, Mösenbauer, Neuhausbauer, Oberdickenbauer, Oberer Ganzbauer, Oberer Spittelbauer, Strohloch, Unterdickenhof, Unterer Spittelbauer und Vorderer Bühlbauer und die Wohnplätze Wirtschaft zum Auerhahn und Wirtschaft zum Rauhen Felsen. - Zu Reutin das Dorf Reutin, der Weiler Aischfeld, die Höfe Adelsprang und Brestenberg und der Wohnplatz Gräben. - Zu Römlinsdorf das Dorf Römlinsdorf, das Gehöft Eichenbauernhaus und der Wohnplatz Erzwaschmühle. - Bad Rippoldsau-Schapbach mit den Ortsteilen Bad Rippoldsau und Schapbach. - Zu Bad Rippoldsau der Weiler Klösterle, die Zinken Absbach (Apsbach), Burgbach, Dollenbach, Holzwald, Reichenbach, Vor Seebach und Wolf, die Siedlung Althaus und die Wohnplätze An der Talstraße, Beim Bad, Bergle, Gaisbach, Grafenbach, Kastelbach, Schwabach, Tös, Vor Burgbach und Vor Dollenbach. - Zu Schapbach das Dorf Schapbach, die Zinken Glaswald, Hirschbach, Holdersbach, Salzbrunnen, Seebach, Sulz und Wildschapbach, die Gemeindeteile Obertal und Untertal und die Wohnplätze Bäch, Kupferberg, Löchle, Schwarzenbruch, Settig, Steig und Vor Seebach. - Baiersbronn mit den Ortsteilen Baiersbronn, Huzenbach, Klosterreichenbach, Röt und Schwarzenberg. - Zu Baiersbronn die Dörfer Baiersbronn-Oberdorf, Baiersbronn-Unterdorf, Mitteltal, Obertal, die Weiler Aiterbach, Aiterbächle, Allmand, Altaue, Aue, Berg, Bermosis, Bosler, Breitmiß, Brunnenteich, Buhlbach, Buhlbachsaue, Ellbach, Eulengrund, Ferrwies, Gärtenbühl, Gretzenbühl, Haberland, Hänger, Härle, Härlegrund, Härlisgrund, Häslen, Halde, Hinterer Langenbach, Hirschauerwald, Höll, Hof, Hohlgaß, Ilgenbach, Jägerbuckel, Keckenhöhe, Kienbächle, Knappenteich, Köpfle, Kohbach, Kohlwald, Labbronnen, Leimengrund, Leimiß, Loch, Looch, Mittlerer Langenbach, Ödenhof, Orspach, Reuhfels, Rechen, Reute, Rinkenberg, Röhrsbächle, Rossweg, Ruhebach, Sankenbach, Schloß, Schönmünz (Volzenhäuser), Schramberg, Stöck, Surrbach, Tannenfels, Vorderer Langenbach, Vorderer Tonbach, Wäldele, Weiher, Weißenbach und Zwickgabel, die Orte „Friedrichstal, Hüttenwerk“, Rotmurg-Jägerhaus und die Wohnplätze Alexanderschanze, Bergergrund, Bresteneck, Eichberg, Fegfeuer, Fuchsloch, Hagkopf, Heuberg, Hohreute, Kraftenbuckel, Langäcker, Missele, Nettlestrauf, Rain, Ruhestein, Schleifwasen, Schliffkopf (Gedächtnishaus), Siehdichfür, Sohlberg, Städelegrund, Steinäckerle, Unterwies und Wasen. - Zu Huzenbach das Dorf Huzenbach und die Wohnplätze Bahnhof Huzenbach und Blockhaushof. - Zu Klosterreichenbach das Dorf Klosterreichenbach, die Weiler Heselbach und Reichenbacher Höfe und die Höfe Ailwald, Leimenbuckel und Ziegelteich. - Zu Röt das Dorf Röt, der Weiler Schönegründ und die Höfe Buckel, Ritterrain und Röter Wiese. - Zu Schwarzenberg das Dorf Schwarzenberg, die Siedlung Schönmünzach, das Gehöft Rotenrain und die Wohnplätze Bahnhof Schönmünzach, Sommerberg und Stuhlberg. - Dornstetten mit den Stadtteilen Aach, Dornstetten und Hallwangen. - Zu Aach das Dorf Aach, der Ort Benzinger Hof und der Wohnplatz Glattal. - Zu Dornstetten die Stadt Dornstetten und das Gehöft Lattenberg. - Zu Hallwangen das Dorf Hallwangen. - Empfingen mit den Ortsteilen Empfingen und Wiesenstetten. - Zu Empfingen das Dorf Empfingen. - Zu Wiesenstetten das Dorf Wiesenstetten und der Weiler Dommelsberg. - Eutingen im Gäu mit den Ortsteilen Eutingen im Gäu, Göttelfingen, Rohrdorf und Weitingen. - Zu Eutingen im Gäu das Dorf Eutingen, das Gehöft Oberer Eutinger Talhof und die Wohnplätze Alter Bahnhof, Bahnhof Hochdorf, Talmühle und Ziegelhütte. - Zu Göttelfingen das Dorf Göttelfingen. - Zu Rohrdorf das Dorf Rohrdorf und der Ort Bahnhof Eutingen. - Zu Weitingen das Dorf Weitingen und die Wohnplätze Eyach und Weitinger Mühle. - Freudenstadt mit den Stadtteilen Dietersweiler, Freudenstadt, Grüntal, Igelsberg, Musbach und Wittlensweiler. - Zu Dietersweiler das Dorf Dietersweiler, der Weiler Lauterbad und das Gehöft Lautermühle. - Zu Freudenstadt die Stadt Freudenstadt, die Siedlungen Christophstal und Kniebis, die Weiler Oberer Zwieselberg und Unterer Zwieselberg, das Gehöft Langenhardt und die Wohnplätze Adrionsmühle, Hintere Schnackensägmühle, Langenwaldsee, Rüdel’sche Sägmühle, Schleh’sche Sägmühle und Vordere Schnackensägmühle. - Zu Grüntal die Dörfer Grüntal und Frutenhof. - Zu Igelsberg das Dorf Igelsberg und die Wohnplätze Lehenbauernschafts-Sägmühle, Nagoldtal-Sägmühle, Oberes Stutztal und Schmiede beim Schwarzbronnen. - Zu Musbach die Dörfer Untermusbach und Obermusbach. - Zu Wittlensweiler das Dorf Wittlensweiler. - Glatten mit den Ortsteilen Böffingen, Glatten und Neuneck. - Zu Böffingen das Dorf Böffingen und die Wohnplätze Bellenstein und Elektrizitätswerk. - Zu Glatten das Dorf Glatten, das Gehöft Lattenberg und der Wohnplatz Hammerschmiede. - Zu Neuneck das Dorf Neuneck, der Weiler Rinkwasen und die Höfe Schellenberg und Ziegelacker. | - Grömbach mit dem Dorf Grömbach. - Horb am Neckar mit den Stadtteilen Ahldorf, Altheim, Betra, Bildechingen, Bittelbronn, Dettensee, Dettingen, Dettlingen, Dießen, Grünmettstetten, Horb am Neckar, Ihlingen, Isenburg, Mühlen am Neckar, Mühringen, Nordstetten, Obertalheim, Rexingen und Untertalheim. - Zu Ahldorf das Dorf Ahldorf und die Höfe Fronholzhof, Frundeckhof, Heidegrundhof, Hohenfichtehof, Markstallhof. - Zu Altheim das Dorf Altheim, der Ort Siedlung und die Wohnplätze Bahnhof Altheim-Rexingen und Hochberg. - Zu Betra das Dorf Betra, der Weiler Neckarhausen, das Gehöft Höhenhof und der Wohnplatz Ziegelhütte. - Zu Bildechingen das Dorf Bildechingen und die Orte Haugenstein und Hohenberg. - Zu Bittelbronn das Dorf Bittelbronn. - Zu Dettensee das Dorf Dettensee. - Zu Dettingen das Dorf Dettingen, der Weiler Priorberg, der Gemeindeteil Überein, das Gehöft Ölmühle und die Wohnplätze Fabrikortsteil und Gelberwald. - Zu Dettlingen das Dorf Dettlingen und der Wohnplatz Haugensteiner Mühle. - Zu Dießen das Dorf Dießen, das Gehöft Haidenhof und die Wohnplätze Engental, „Fischzucht u. Sägewerk“, Obere Sägmühle und Talweg. - Zu Grünmettstetten das Dorf Grünmettstetten und der Weiler Seehaus. - Zu Horb am Neckar die Stadt Horb am Neckar, die Orte Auchtert-Höfe, Breitenbaum-Höfe, Dienstwohngebäude der Eisenbahnbediensteten, Harterhof, Hohenberg, Hospitalhof, Jugendherberge auf der Schütte, Käppeleshof, Kegelhof, Schüttehof, Steiglehof und Tierkörperbeseitigungsanstalt. - Zu Ihlingen das Dorf Ihlingen. - Zu Isenburg das Dorf Isenburg und der Weiler Isenburger Höfe. - Zu Mühlen am Neckar das Dorf Mühlen am Neckar, der Weiler Egelstal, der Ort Waldbühlhof und der Wohnplatz Säge. - Zu Mühringen das Dorf Mühringen und das Schloss Hohenmühringen. - Zu Nordstetten das Dorf Nordstetten, die Höfe Buchhöfe, Kreuzhöfe, Plattenhöfe und Taberwasen und der Wohnplatz Egelstal-Au. - Zu Obertalheim das Dorf Obertalheim und der Wohnplatz Ziegelhof. - Zu Rexingen das Dorf Rexingen und die Orte Heidehöfe, Kapellenhöfe und Röteberg. - Zu Untertalheim das Dorf Untertalheim und der Wohnplatz Käppele am Hochsträß. - Loßburg mit den Ortsteilen Betzweiler, Lombach, Loßburg, Schömberg, Sterneck, Vierundzwanzig Höfe, Wälde und Wittendorf. - Zu Betzweiler das Dorf Betzweiler und die Wohnplätze Auf der Höhe, Lugen und Wiesach. - Zu Lombach das Dorf Lombach, die Weiler Sulzbach und Ursental und der Ort Wiesenhof. - Zu Loßburg das Dorf Loßburg, die Weiler Büchenberg und Ödenwald, die Orte Hohenrodt und Rodt, das Gehöft Kinzighof und die Wohnplätze Bahnhof Loßburg-Rodt und Hardthöfle. - Zu Schömberg das Dorf Schömberg, die Weiler Hinterrötenberg und Vordersteinwald, die Höfe Altenburg und Blumenhof und der Wohnplatz Vordersteinwald. - Zu Sterneck die Weiler Sterneck, Dottenweiler, Geroldsweiler, Salzenweiler und Unterbrändi, die Höfe Heimbachhof und Unterschnaitertal und die Wohnplätze Schloßmühle, Wößner und Wühlsbach. - Zu Vierundzwanzig Höfe die Weiler Äußerer Vogelsberg, Innerer Vogelsberg, Lindenbuch, Oberweiler, Romishorn und Trollenberg (z. T. zur Gemarkung Wälde, siehe Trollenberg (Schwenkenhof)), die Höfe Baierhof, Birkhof, Buchenbronnen, Bühlhof, Hinterer Stuhlhof, Struthof, Tiefenacker und Unterer Greuthof und die Wohnplätze Eichhof, Grabenhof, Herrenwald, Oberer Greuthof und Stuhl. - Zu Wälde das Dorf Wälde, die Weiler Bohlhof, Breitenau, Leinbach, der Ort Trollenberg (Schwenkenhof) (z. T. zur Gemarkung Vierundzwanzig Höfe, siehe Trollenberg), das Gehöft Säghalde und die Wohnplätze Ellhalde, Hummelberg und Roßbach. - Zu Wittendorf das Dorf Wittendorf, die Weiler Oberbrändi und Unterbrändi und das Gehöft Oberschnaitertal. - Pfalzgrafenweiler mit den Ortsteilen Bösingen, Durrweiler, Edelweiler, Herzogsweiler, Kälberbronn und Pfalzgrafenweiler. - Zu Bösingen das Dorf Bösingen und der Wohnplatz Bösinger Sägmühle. - Zu Durrweiler das Dorf Durrweiler und der Wohnplatz Waldsägmühle. - Zu Edelweiler das Dorf Edelweiler. - Zu Herzogsweiler das Dorf Herzogsweiler. - Zu Kälberbronn das Dorf Kälberbronn. - Zu Pfalzgrafenweiler das Dorf Pfalzgrafenweiler, der Weiler Neunuifra und der Wohnplatz Zinsbachmühle. - Schopfloch mit den Ortsteilen Oberiflingen, Schopfloch und Unteriflingen. - Zu Oberiflingen das Dorf Oberiflingen. - Zu Schopfloch das Dorf Schopfloch. - Zu Unteriflingen das Dorf Unteriflingen. - Seewald mit den Ortsteilen Besenfeld, Erzgrube, Göttelfingen und Hochdorf. - Zu Besenfeld das Dorf Besenfeld und die Weiler Schorrental und Urnagold. - Zu Erzgrube das Dorf Erzgrube und der Wohnplatz Stutztal. - Zu Göttelfingen das Dorf Göttelfingen, die Weiler Allmandle, Eisenbach, Omersbach (z. T. zur Gemarkung Hochdorf) und Schorrental und das Gehöft Morgental. - Zu Hochdorf die Dörfer Hochdorf und Schernbach und die Wohnplätze Hochdorfer Sägmühle, Omersbach (z. T. zur Gemarkung Göttelfingen) und Schernbacher Sägmühle. - Waldachtal mit den Ortsteilen Cresbach, Hörschweiler, Lützenhardt, Salzstetten und Tumlingen. - Zu Cresbach das Dorf Cresbach, die Weiler Oberwaldach, Unterwaldach und Vesperweiler und Mühle und Burgweiler Vö(h)rbach. - Zu Hörschweiler das Dorf Hörschweiler. - Zu Lützenhardt das Dorf Lützenhardt. - Zu Salzstetten das Dorf Salzstetten, der Weiler Heiligenbronn und die Orte Getreidemühle, Missihof und Sägemühle. - Zu Tumlingen das Dorf Tumlingen und der Wohnplatz Lützenhardter Mühle. - Wörnersberg mit dem Dorf Wörnersberg und dem Wohnplatz Reesenmühle. |

## Alphabetische Liste
In Fettschrift erscheinen die Orte, die zugleich Hauptort einer gleichnamigen Gemeinde sind, in Kursivschrift Wohnplätze, Höfe und Häuser. Zusätzliche bestehende kleine Orte nach der Quelle www.leo-bw.de werden dort in aller Regel nicht wie in der Listengrundlage nach Weiler/Siedlung/Wohnplatz usw. differenziert, sondern einheitlich als Wohnplatz klassifiziert, dieser Ortsteiltyp wird hier entsprechend kursiviert übernommen.
| - Aach zu Dornstetten - Absbach (Apsbach) zu Bad Rippoldsau-Schapbach - Adelsberg zu Alpirsbach - Adelsprang zu Alpirsbach - Adler zu Alpirsbach - Adrionsmühle zu Freudenstadt - Ahldorf zu Horb am Neckar - Ailwald zu Baiersbronn - Aischfeld zu Alpirsbach - Aiterbach zu Baiersbronn - Aiterbächle zu Baiersbronn - Alexanderschanze zu Baiersbronn - Allmand zu Baiersbronn - Allmandle zu Seewald - Alpirsbach - Altaue zu Baiersbronn - Altenbauer zu Alpirsbach - Altenburg zu Loßburg - Alter Bahnhof zu Eutingen im Gäu - Althaus zu Bad Rippoldsau-Schapbach - Altheim zu Horb am Neckar - Altvogtsbauer zu Alpirsbach - An der Talstraße zu Bad Rippoldsau-Schapbach - Auchtert-Höfe zu Horb am Neckar - Aue zu Baiersbronn - Auf der Höhe (Loßburg) zu Loßburg - Äußerer Vogelsberg zu Loßburg - Bäch zu Bad Rippoldsau-Schapbach - Bachbauernhof zu Alpirsbach - Bahnhof Altheim-Rexingen zu Horb am Neckar - Bahnhof Eutingen zu Eutingen im Gäu - Bahnhof Hochdorf zu Eutingen im Gäu - Bahnhof Huzenbach zu Baiersbronn - Bahnhof Loßburg-Rodt zu Loßburg - Bahnhof Schönmünzach zu Baiersbronn - Baierhof zu Loßburg - Baiersbronn-Oberdorf zu Baiersbronn - Baiersbronn-Unterdorf zu Baiersbronn - Bären zu Alpirsbach - Beim Bad zu Bad Rippoldsau-Schapbach - Bellenstein zu Glatten - Benzinger Hof zu Dornstetten - Berg zu Baiersbronn - Bergergrund zu Baiersbronn - Bergle zu Bad Rippoldsau-Schapbach - Bermosis zu Baiersbronn - Berneck zu Alpirsbach - Besenfeld zu Seewald - Betra zu Horb am Neckar - Betzweiler zu Loßburg - Bildechingen zu Horb am Neckar - Birkhof zu Loßburg - Bittelbronn zu Horb am Neckar - Blockhaushof zu Baiersbronn - Blumenhof zu Loßburg - Böffingen zu Glatten - Bohlhof zu Loßburg - Bösingen zu Pfalzgrafenweiler - Bösinger Sägmühle zu Pfalzgrafenweiler - Bosler zu Baiersbronn - Breitenau zu Loßburg - Breitenbaum-Höfe zu Horb am Neckar - Breitenwies zu Alpirsbach - Breitmiß zu Baiersbronn - Brestenberg zu Alpirsbach - Bresteneck zu Baiersbronn - Brunnenteich zu Baiersbronn - Büchenberg zu Loßburg - Buchenbronnen zu Loßburg - Buchhöfe zu Horb am Neckar - Buckel zu Baiersbronn - Buhlbach zu Baiersbronn - Buhlbachsaue zu Baiersbronn - Bühlhof zu Loßburg - Burgbach zu Bad Rippoldsau-Schapbach - Christophstal zu Freudenstadt - Cresbach zu Waldachtal - Daisbauer zu Alpirsbach - Daiskeller zu Alpirsbach - Dettensee zu Horb am Neckar - Dettingen zu Horb am Neckar - Dettlingen zu Horb am Neckar - Dieboldsberg zu Alpirsbach - Dienstwohngebäude der Eisenbahnbediensteten zu Horb am Neckar - Dießen zu Horb am Neckar - Dietersweiler zu Freudenstadt - Dollenbach zu Bad Rippoldsau-Schapbach - Dommelsberg zu Empfingen - Dörfle zu Alpirsbach - Dornstetten - Dottenweiler zu Loßburg - Durrweiler zu Pfalzgrafenweiler - Eckhof zu Alpirsbach - Edelweiler zu Pfalzgrafenweiler - Egelstal zu Horb am Neckar - Egelstal-Au zu Horb am Neckar - Ehnisbach zu Alpirsbach - Eichberg zu Baiersbronn - Eichenbauernhaus zu Alpirsbach - Eichhof zu Loßburg - Eisenbach zu Seewald - Elektrizitätswerk zu Glatten - Ellbach zu Baiersbronn - Ellhalde zu Loßburg - Empfingen - Engental zu Horb am Neckar - Erlenbach zu Alpirsbach - Erzgrube zu Seewald - Erzwaschmühle zu Alpirsbach - Eulengrund zu Baiersbronn - Eutingen zu Eutingen im Gäu - Eyach zu Eutingen im Gäu - Fabrikortsteil zu Horb am Neckar - Fegfeuer zu Baiersbronn - Ferrwies zu Baiersbronn - Fischzucht u. Sägewerk zu Horb am Neckar - Freudenstadt - Friedrichstal, Hüttenwerk zu Baiersbronn - Fronholzhof zu Horb am Neckar - Frundeckhof zu Horb am Neckar - Frutenhof zu Freudenstadt - Fuchsloch zu Baiersbronn - Gaisbach zu Bad Rippoldsau-Schapbach - Gärtenbühl zu Baiersbronn - Gelberwald zu Horb am Neckar - Geroldsweiler zu Loßburg - Getreidemühle zu Waldachtal - Glaswald zu Bad Rippoldsau-Schapbach - Glattal zu Dornstetten - Glatten - Göttelfingen zu Eutingen im Gäu - Göttelfingen zu Seewald - Gräben zu Alpirsbach vormals Reutin - Gräben zu Alpirsbach vormals Peterzell - Grabenhof zu Loßburg - Grafenbach zu Bad Rippoldsau-Schapbach - Gretzenbühl zu Baiersbronn - Grezenbühlhof, Erholungsheim zu Alpirsbach - Grömbach - Grünmettstetten zu Horb am Neckar - Grüntal zu Freudenstadt - Haberland zu Baiersbronn - Hagkopf zu Baiersbronn - Haidenhof zu Horb am Neckar - Halde zu Baiersbronn - Hallwangen zu Dornstetten - Hammerschmiede zu Glatten - Hänger zu Baiersbronn - Hanselesbauer zu Alpirsbach - Hansenbauer zu Alpirsbach - Hänslesbauernhof zu Alpirsbach - Hardthöfle zu Loßburg - Härle zu Baiersbronn - Härlegrund zu Baiersbronn - Härlisgrund zu Baiersbronn - Harterhof zu Horb am Neckar - Häslen zu Baiersbronn - Haugenloch zu Alpirsbach - Haugenstein zu Horb am Neckar - Haugensteiner Mühle zu Horb am Neckar - Heidegrundhof zu Horb am Neckar - Heidehöfe zu Horb am Neckar - Heidelbeermühle zu Alpirsbach - Heiligenbronn zu Waldachtal - Heimbachhof zu Loßburg - Herrenwald zu Loßburg - Herzogsweiler zu Pfalzgrafenweiler - Heselbach zu Baiersbronn - Heuberg zu Baiersbronn - Hintere Schnackensägmühle zu Freudenstadt - Hinterer Bühlbauer zu Alpirsbach - Hinterer Langenbach zu Baiersbronn - Hinterer Stuhlhof zu Loßburg - Hinterrötenberg zu Loßburg - Hirschauerwald zu Baiersbronn - Hirschbach zu Bad Rippoldsau-Schapbach - Hochberg zu Horb am Neckar - Hochdorf zu Seewald - Hochdorfer Sägmühle zu Seewald - Hof zu Baiersbronn - Hohenberg zu Horb am Neckar - Hohenberg zu Horb am Neckar vormals Bildechingen - Hohenfichtehof zu Horb am Neckar - Höhenhof zu Horb am Neckar - Hohenmühringen zu Horb am Neckar - Hohenrodt zu Loßburg - Hohlgaß zu Baiersbronn - Hohreute zu Baiersbronn - Holdersbach zu Bad Rippoldsau-Schapbach - Höll zu Baiersbronn - Holzwald zu Bad Rippoldsau-Schapbach - Hönweiler zu Alpirsbach - Horb am Neckar - Hörschweiler zu Waldachtal - Hospitalhof zu Horb am Neckar - Hummelberg zu Alpirsbach - Hummelsberg zu Loßburg - Huzenbach zu Baiersbronn - Igelsberg zu Freudenstadt - Ihlingen zu Horb am Neckar - Ilgenbach zu Baiersbronn - Innerer Vogelsberg zu Loßburg - Isenburg zu Horb am Neckar - Isenburger Höfe zu Horb am Neckar - Jägerbuckel zu Baiersbronn - Jockelesbauernhof zu Alpirsbach - Johannesbauer zu Alpirsbach - Jörglesmühle zu Alpirsbach - Jugendherberge auf der Schütte zu Horb am Neckar - Jungbauer zu Alpirsbach - Juntlenshof zu Alpirsbach - Kälberbronn zu Pfalzgrafenweiler - Kapellenhöfe zu Horb am Neckar - Käppele am Hochsträß zu Horb am Neckar - Käppeleshof zu Horb am Neckar - Kastelbach zu Bad Rippoldsau-Schapbach - Keckenhöhe zu Baiersbronn - Kegelhof zu Horb am Neckar - Kienbächle zu Baiersbronn - Kinzighof zu Loßburg - Klosterreichenbach zu Baiersbronn - Klösterle zu Bad Rippoldsau-Schapbach - Knappenteich zu Baiersbronn - Knechtsbauer zu Alpirsbach - Kniebis zu Freudenstadt - Kohbach zu Baiersbronn - Kohlwald zu Baiersbronn - Köpfle zu Baiersbronn - Kraftenbuckel zu Baiersbronn - Krähenbad (Sanatorium) zu Alpirsbach - Kreuzhöfe zu Horb am Neckar - Kupferberg zu Bad Rippoldsau-Schapbach - Kurhaus (Sanatorium) zu Alpirsbach | - Labbronnen zu Baiersbronn - Langäcker zu Baiersbronn - Langenhardt zu Freudenstadt - Langenwaldsee zu Freudenstadt - Lattenberg zu Dornstetten - Lattenberg zu Glatten - Lauterbad zu Freudenstadt - Lautermühle zu Freudenstadt - Lehenbauernschafts-Sägmühle zu Freudenstadt - Leimenbuckel zu Baiersbronn - Leimengrund zu Baiersbronn - Leimiß zu Baiersbronn - Leinbach zu Loßburg - Lindenbuch zu Loßburg - Loch zu Baiersbronn - Löchle zu Bad Rippoldsau-Schapbach - Lochmühle zu Alpirsbach - Lochmühle zu Alpirsbach vormals Peterzell - Lombach zu Loßburg - Looch zu Baiersbronn - Loßburg - Lugen zu Loßburg - Lützenhardt zu Waldachtal - Lützenhardter Mühle zu Waldachtal - Markstallhof zu Horb am Neckar - Metzgerbauernhof zu Alpirsbach - Michelsbauer zu Alpirsbach - Missele zu Baiersbronn - Missihof zu Waldachtal - Mitteltal zu Baiersbronn - Mittlere Mühle zu Alpirsbach - Mittlerer Langenbach zu Baiersbronn - Morgental zu Seewald - Mösenbauer zu Alpirsbach - Mühelhöhe zu Alpirsbach - Mühle zu Waldachtal - Mühlebauernhof zu Alpirsbach - Mühlen am Neckar zu Horb am Neckar - Mühringen zu Horb am Neckar - Nagoldtal-Sägmühle zu Freudenstadt - Neckarhausen zu Horb am Neckar - Nettlestrauf zu Baiersbronn - Neuhausbauer zu Alpirsbach - Neuneck zu Glatten - Neunuifra zu Pfalzgrafenweiler - Nollenberg zu Alpirsbach - Nordstetten zu Horb am Neckar - Oberbrändi zu Loßburg - Oberdickenbauer zu Alpirsbach - Obere Mühle zu Alpirsbach - Obere Sägmühle zu Horb am Neckar - Oberer Eutinger Talhof zu Eutingen im Gäu - Oberer Ganzbauer zu Alpirsbach - Oberer Greuthof zu Loßburg - Oberer Spittelbauer zu Alpirsbach - Oberer Zwieselberg zu Freudenstadt - Oberes Dörfle zu Alpirsbach - Oberes Stutztal zu Freudenstadt - Oberiflingen zu Schopfloch - Obermusbach zu Freudenstadt - Oberschnaitertal zu Loßburg - Obertal zu Bad Rippoldsau-Schapbach - Obertal zu Baiersbronn - Obertalheim zu Horb am Neckar - Oberwaldach zu Waldachtal - Oberweiler zu Loßburg - Ödenhof zu Baiersbronn - Ödenwald zu Loßburg - Ölmühle zu Horb am Neckar - Omersbach zu Seewald - Orspach zu Baiersbronn - Peterzell zu Alpirsbach - Pfalzgrafenweiler - Plattenhöfe zu Horb am Neckar - Priorberg zu Horb am Neckar - Rain zu Baiersbronn - Rechen zu Baiersbronn - Reesenmühle zu Wörnersberg - Reichenbach zu Bad Rippoldsau-Schapbach - Reichenbacher Höfe zu Baiersbronn - Reichenbächleshardt zu Alpirsbach - Reinerzau zu Alpirsbach - Reuhfels zu Baiersbronn - Reute zu Baiersbronn - Reutin zu Alpirsbach - Rexingen zu Horb am Neckar - Rinkenberg zu Baiersbronn - Rinkwasen zu Glatten - Ritterrain zu Baiersbronn - Rodt zu Loßburg - Rohrdorf zu Eutingen im Gäu - Röhrsbächle zu Baiersbronn - Romishorn zu Loßburg - Römlinsdorf zu Alpirsbach - Roßbach zu Loßburg - Rossweg zu Baiersbronn - Röt zu Baiersbronn - Röteberg zu Horb am Neckar - Rötenbach zu Alpirsbach - Rötenbächle zu Alpirsbach - Rotenrain zu Baiersbronn - Röter Wiese zu Baiersbronn - Rotmurg-Jägerhaus zu Baiersbronn - Rüdel’sche Sägmühle zu Freudenstadt - Ruhebach zu Baiersbronn - Ruhestein zu Baiersbronn - Säge zu Horb am Neckar - Sägemühle zu Waldachtal - Säghalde zu Loßburg - Salzbrunnen zu Bad Rippoldsau-Schapbach - Salzenweiler zu Loßburg - Salzstetten zu Waldachtal - Sankenbach zu Baiersbronn - Schapbach zu Bad Rippoldsau-Schapbach - Schellenberg zu Glatten - Schernbach zu Seewald - Schernbacher Sägmühle zu Seewald - Scheurenbühl zu Alpirsbach - Schleh’sche Sägmühle zu Freudenstadt - Schleifwasen zu Baiersbronn - Schliffkopf (Gedächtnishaus) zu Baiersbronn - Schloß zu Baiersbronn - Schlossmühle zu Loßburg - Schmiede beim Schwarzbronnen zu Freudenstadt - Schömberg zu Loßburg - Schönegründ zu Baiersbronn - Schönmünz (Volzenhäuser) zu Baiersbronn - Schönmünzach zu Baiersbronn - Schopfloch - Schorrental zu Seewald vormals Besenfeld - Schorrental zu Seewald vormals Göttelfingen - Schramberg zu Baiersbronn - Schüttehof zu Horb am Neckar - Schwabach zu Bad Rippoldsau-Schapbach - Schwabenhof zu Alpirsbach - Schwarzenberg zu Baiersbronn - Schwarzenbruch zu Bad Rippoldsau-Schapbach - Schwenkenhardt zu Alpirsbach - Schwenkenhof zu Alpirsbach - Seebach zu Bad Rippoldsau-Schapbach - Seehaus zu Horb am Neckar - Settig zu Bad Rippoldsau-Schapbach - Siedlung zu Horb am Neckar - Siehdichfür zu Baiersbronn - Sohlberg zu Baiersbronn - Sommerberg zu Baiersbronn - Städelegrund zu Baiersbronn - Steig zu Bad Rippoldsau-Schapbach - Steiglehof zu Horb am Neckar - Steinäckerle zu Baiersbronn - Sterneck zu Loßburg - Stöck zu Baiersbronn - Strohloch zu Alpirsbach - Struthof zu Loßburg - Stuhl zu Loßburg - Stuhlberg zu Baiersbronn - Stutztal zu Seewald - Sulz zu Bad Rippoldsau-Schapbach - Sulzbach zu Loßburg - Surrbach zu Baiersbronn - Taberwasen zu Horb am Neckar - Täle zu Alpirsbach - Talmühle zu Eutingen im Gäu - Talweg zu Horb am Neckar - Tannenfels zu Baiersbronn - Tiefenacker zu Loßburg - Tierkörperbeseitigungsanstalt zu Horb am Neckar - Tös zu Bad Rippoldsau-Schapbach - Trollenberg oder Trollenberg (Schwenkenhof) zu Loßburg (Ortsteile Vierundzwanzig Höfe und Wälde) - Tumlingen zu Waldachtal - Überein zu Horb am Neckar - Unterbrändi zu Loßburg vormals Sterneck - Unterbrändi zu Loßburg vormals Wittendorf - Unterdickenhof zu Alpirsbach - Untere Mühle zu Alpirsbach - Unterer Greuthof zu Loßburg - Unterer Spittelbauer zu Alpirsbach - Unterer Zwieselberg zu Freudenstadt - Unteres Dörfle zu Alpirsbach - Unteriflingen zu Schopfloch - Untermusbach zu Freudenstadt - Unterschnaitertal zu Loßburg - Untertal zu Bad Rippoldsau-Schapbach - Untertalheim zu Horb am Neckar - Unterwaldach zu Waldachtal - Unterwies zu Baiersbronn - Urnagold zu Seewald - Ursental zu Loßburg - Vesperweiler zu Waldachtal - Vogtsmichelhof zu Alpirsbach - Vö(h)rbach zu Waldachtal - Vor Burgbach zu Bad Rippoldsau-Schapbach - Vor Dollenbach zu Bad Rippoldsau-Schapbach - Vor Seebach zu Bad Rippoldsau-Schapbach vormals Bad Rippoldsau - Vor Seebach zu Bad Rippoldsau-Schapbach vormals Schapbach - Vordere Schnackensägmühle zu Freudenstadt - Vorderer Bühlbauer zu Alpirsbach - Vorderer Langenbach zu Baiersbronn - Vorderer Tonbach zu Baiersbronn - Vordersteinwald zu Loßburg - Vordersteinwald zu Loßburg - Waldbühlhof zu Horb am Neckar - Wälde zu Loßburg - Wäldele zu Baiersbronn - Waldsägmühle zu Pfalzgrafenweiler - Wasen zu Baiersbronn - Weiher zu Baiersbronn - Weißenbach zu Baiersbronn - Weitingen zu Eutingen im Gäu - Weitinger Mühle zu Eutingen im Gäu - Wiesach zu Loßburg - Wiesenhof zu Loßburg - Wiesenstetten zu Empfingen - Wildschapbach zu Bad Rippoldsau-Schapbach - Wirtschaft zum Auerhahn zu Alpirsbach - Wirtschaft zum Rauhen Felsen zu Alpirsbach - Wittendorf zu Loßburg - Wittlensweiler zu Freudenstadt - Wolf zu Bad Rippoldsau-Schapbach - Wörnersberg - Wößner zu Loßburg - Wühlsbach zu Loßburg - Zelleracker zu Alpirsbach - Ziegelacker zu Glatten - Ziegelhof zu Horb am Neckar - Ziegelhütte zu Eutingen im Gäu - Ziegelhütte zu Horb am Neckar - Ziegelteich zu Baiersbronn - Zinsbachmühle zu Pfalzgrafenweiler - Zwickgabel zu Baiersbronn |

| ↑ Zurück zum Inhaltsverzeichnis |